# Богдан Т901
Богда́н Т901 — 18-метровий, зчленований, низькопідлоговий, 4-ри дверний тролейбус, з колісною формулою 6x4, випущений Луцьким автомобільним заводом. Випущено 133 екземпляри, 128 з яких поставлено у Київ та 5 екземплярів — у Кременчук у 2018 році.

## Будова тролейбуса
Кузов — вагонного типу, дволанковий, з'єднаний за допомогою вузла зчленування, несівний, металевий з використанням пластикових панелей.
Підвіска: 
- передньої осі: незалежна, пневматична з чотирма поперечними важелями, двома пружними елементами, двома телескопічними гідравлічними амортизаторами та одним датчиком положення кузова;
- ведучих мостів першої i другої ланки: залежна, пневматична з чотирма реактивними штангами, чотирма пружними елементами, чотирма телескопічними гідравлічними амортизаторами та двома датчиками положення кузова.

Рульове управління: 
- рульовий механізм — інтегральний з гідропідсилювачем;
- рульова колонка регульована за кутом нахилу i по висоті.

Гальмівні системи: 
- Робоча гальмівна система представлена в два етапи:  Спершу електродинамічні реостатні гальма з рекуперацією, діють лише на середню та задню вісь, та пневматичні двоконтурні гальмівні механізми усіх коліс, тобто дискові гальмівні колодки, з автоматичним регулюванням зазору між гальмівними накладками i диском. Дискові гальма автоматично задіюються при швидкості 5 км/год або менше.
- Запасна гальмівна система. Один з контурів робочої гальмівної системи.
- Стоянковий механічний привід гальмівних механізмів коліс ведучих мостів від пружинних енергоакумуляторів.

## Модифікації
- Богдан Т90110 — 18,95-метровий, зчленований, низькопідлоговий, чотиридверний тролейбус на 184 пасажири, з колісною формулою 6x4 з двигунами постійного струму ЕД139У2.
- Богдан Т90117 — 18,95-метровий, зчленований, низькопідлоговий, чотиридверний тролейбус на 184 пасажири, з колісною формулою 6х4 з асинхронними двигунами змінного струму АД936У1. Салон обладнаний кондиціонером. У 2016 році був розроблений для Києва, але Київ не зміг провести тендер на 60 таких, і модель не вироблялася.  У 2019 році Київ замовив 55 таких тролейбусів. У 2018 році 5 тролейбусів було поставлено у Кременчук.
- Богдан Т90111 — нереалізована модифікація, 21,39-метровий, зчленований, низькопідлоговий, 4-ри дверний тролейбус на 225 пасажирів, з колісною формулою 8x4.

## Експлуатація
Динаміка поставок у Київ моделі «Богдан Т90110»
Бортові номери:
2011 — 1311
2012 — 2311-2320, 4311-4315
2013 — 2321-2326, 4316-4319
2014 — 2327-2332, 3311-3313, 4320-4325
2015 — 1301-1308, 2333-2337, 3314-3316, 4326-4354
2016 — 1309-1312, 3317-3320, 4355-4367

## Історія моделі
Київ
Перший екземпляр моделі «Богдан Т90110» (як перший зчленований вид техніки «Богдан») було сконструйовано у березні 2010 року разом з першим представником моделі «Богдан Т701». Він мав багато рис, що були притаманні більшості тролейбусів виробника у ті часи, але відрізнялися від наступних екземплярів. Зокрема, сидіння тролейбуса мали бічні «ручки», перегородка кабіни була напівкругла без дверей, електронне табло було фірми «ЛАВО», а на панелі керування було видно іншу систему кнопок, також там було кермо Isuzu. Тролейбус був пофарбований у біло-зелений колір, тодішній фірмовий колір «Богдан», на відміну від наступних тролейбусів. У травні 2010 року перший екземпляр надійшов до Києва на виставку СІА-2010 у МВЦ. Ним зацікавилися, однак після виставки повернули назад. Після того тролейбус проходив випробування у Луцьку, його перспективи видавалися примарними.
2007 року Київ оголосив тендер за рахунок ЄБРР на придбання 97 одинарних та 105 зчленованих тролейбусів до травня 2012 року з метою обслуговування гостей Євро-2012. Тендер достатньо затягнувся, однак 27 липня 2011 року було підписано договір з ДП «АСЗ № 1» ПАТ АК «Богдан Моторс» на придбання 105 таких тролейбусів. Виконання затягнулося на декілька років.
23 серпня 2011 року перший екземпляр був перефарбований у жовтий колір (у подальшому всі надходили жовті) та надійшов до тролейбусного депо № 1 у Києві, де йому присвоїли бортовий № 1311. Після тривалої підготовки до роботи 4 жовтня 2011 року він вийшов на лінію. Він почав роботу і фактично весь час діяльності у депо № 1 працював переважно на малозавантаженому невеликому маршруті № 45, що проходив по околиці біля депо. Лише кілька разів він експлуатувався на найзавантаженішому маршруті депо — № 38, що був у центрі.
Тим часом, почалися поставки до інших депо вже серійних тролейбусів, з електронними вказівниками «Біакс», кермом КрАЗ та звичайними сидіннями, що почергово фарбувалися у сірий та синій колір. 5 січня 2012 року до Куренівського депо № 4 надійшов перший тролейбус з бортовим номером 4311, а 29 лютого другий тролейбус — № 4312. Вони почали роботу відповідно 8 та 11 березня на маршрутах № 32 та № 44.
На початку 2012 року було проведено тендер Ощадбанку на придбання ще 77 таких тролейбусів з зовнішнім динаміком, що оголошував номер маршруту при під'їзді до зупинок, додатковим кондиціонером, електронним табло «Гранато», додатковим табло у салоні, іншою панеллю керування та додатковим електрокомпостером на водійській перегородці.
За попереднім тендером, у березні почалися поставки до тролейбусного депо № 2. 12 березня туди прибув тролейбус з бортовим номером 2311, 29 березня — № 2312, 30 березня — № 2313. Тролейбус № 2311 розпочав роботу 2 квітня на маршруті № 26, а два інші — 4 квітня на маршруті № 23. Дещо пізніше вони також презентаційно обслуговували маршрут № 32 з Куренівського депо № 4, а потім стали працювати здебільшого на маршруті № 5. У квітні були отримані тролейбуси з бортовими номерами № 2314 та 4313.
7 травня, тролейбус № 1311 було передано у депо № 2 та перенумеровано на № 2315. Він став працювати на маршруті № 5. Тролейбусне депо № 1 відмовилося на певний час від отримання цих тролейбусів. Також тоді були отримані тролейбуси № 2316 та 4314.
Наступні постачання тролейбусів відновилася у листопаді 2012 року. 21 листопада 2012 року поставки почалися з тролейбусу № 2317, що прийшов за тендером Ощадбанку. Він обслуговував маршрут № 18. Також у листопаді вже за звичайним тендером надійшли тролейбуси № 2318—2319, а у грудні — № 2320 та 4315.
Щодо тендеру по Ощадбанку, то тролейбус № 2317 так і залишився єдиним поставленим тролейбусом. Далі були тривалі суди, і лише у 2014 році «Богдан» домігся оплати за цей тролейбус. Більше тендер не підіймався на питання.
6 березня 2013 року розпочалися чергові постачання. Тоді до депо № 2 надійшли № 2321 та 2322, а згодом, у березні, надійшли № 2323, 2324 та 4316. Далі була перерва протягом квітня, а потім у травні надійшли № 2325, 4317 та 4318. 14 червня надійшли № 2326 та 4319.
2014 року першим тролейбусом став № 2327, що прибув 28 березня. 31 березня прибув № 2328, що 3 квітня вийшов на маршрут № 7, а попередній 4 квітня вийшов на маршрут № 5 (там згодом був і № 2328). 2 квітня прибув № 4320, однак він вийшов після довгого простою на маршрут № 30 лише 5 травня. 21 квітня прибув № 2329, 30 квітня прибув № 2330, 9 травня — № 2331. Усі ці тролейбуси вийшли на лінію 17 травня 2014 року на нову лінію на Мінський масив за маршрутами № 6 та 18. Пасажирський рух там, з в. о. мера Бондаренком на борту. відкрив маршрут № 6 тролейбус під № 2331, також там були № 2329 на маршруті № 18 та № 2330 на маршруті № 6. 14 травня перший такий тролейбус та перший новий тролейбус з зчленуванням з 2008 року прибув до депо № 3, де отримав № 3311. 26 травня до нього приєднався № 3312, разом вони 2 червня вийшли на маршрут № 27. 6 червня прибув № 3313, що 20 червня вийшов туди ж. 14 червня прибув № 4321, 17 червня прибув № 4322. Разом вони вийшли 23 червня на маршрути відповідно № 31 та № 46 (нині маршрут № 50). 26 червня прибув № 2332, що вийшов у липні на маршрут № 26, але швидко перейшов на маршрут № 18. 29 червня прибув № 4323, що вийшов 3 липня на маршрут № 46. 14 липня прибув № 4324, а 9 серпня — № 4325. 15 серпня разом вони вийшли на маршрут № 32.
Впродовж поставок вносилися зміни. Перші тролейбуси того року майже нічим не відрізнялися від попередніх, однак у них були встановлені рухливі поручні. Починаючи з № 3312, встановлювалася панель нового зразка.
2015 року тролейбуси поставлялися двома партіями. Надходження розпочалися 14 лютого, коли прибув № 4326. 18 лютого прибули № 4327 та 4328 (останній 15 лютого вже привозили, однак розбили у ДТП), 27 лютого — №  4329 та 4330, 1 березня — № 4331. Тролейбуси вже були змінені, хоча № 4326 ще був перехідним варіантом. У тролейбусів була змінена панель приладдів (як у № 2317), встановлені поручні уздовж усієї довжини вікон. Ці тролейбуси вийшли 10 березня на маршрути № 31, 37, 50. Також 5 березня прибув № 4332, що вийшов 18 березня на маршрут № 37, 10 березня прибув № 4333, що вийшов 19 березня на маршрут № 50, 16 квітня прибув № 4334, що вийшов 29 квітня на маршрут № 31. 25 та 31 березня були відповідно поставлені № 2333 та 2334. Вони вийшли 8 квітня на новий маршрут № 28. 9 квітня також прибув № 2335. Він вийшов 14 квітня на маршрут № 16. 20 та 23 березня надійшли № 3314 та 3315, що вийшли 23 березня та 8 квітня на маршрут № 27.
Згодом депо № 1 відмовилося від заборони на такі тролейбуси, і 1 квітня прибув № 1301, перший з таких тролейбусів з номером хх0х. Він вийшов 25 квітня на маршрут № 45, однак швидко перейшов на маршрут № 38.
Після цього була перерва. Поставки поновилися у серпні 2015 року. Нова партія мала сині сидіння. Спершу поставки відбувалися у Куренівське депо. 12 серпня прибув 4335, також у серпні прибули № 4336-4343, у вересні — № 4344—4349, у жовтні — № 4350—4354. Тролейбуси були використані (зокрема, № 4345) для відкриття нового маршруту № 47 2 жовтня, а також пішли на інші маршрути. Тролейбуси стали наймасовішими у цьому депо. Лише згодом було вирішено постачати їх у інші депо. 21 листопада прибули № 1302 та 1303, 24 листопада — № 1304 та 1305, 26 листопада — № 1306, у грудні — № 1307 та 1308. Вони вийшли на маршрут № 38. 15 та 17 грудня послідовно прибули № 2336 та 2337, що вийшли 29 грудня на маршрут № 26. 21 грудня прибув № 3316. Він вийшов 11 січня 2016 року на маршрут № 27.
2016 року поставки розпочалися пізно. Колір сидінь знову став сірий, змінилося кермо. 31 серпня прибув 3№ 317, він 2 вересня вийшов на маршрут № 27. 27 вересня — 1 жовтня по одному на день прибули № 4355—4359. 18 жовтня прибув № 3318, 19 жовтня — № 3319—3320, 20 жовтня — № 4360. Вони вийшли на маршрут № 30, що був подовжений до вулиці Кадетський Гай, 15 листопада. 21-23 та 25 листопада по одному на день надійшли № 4361-4364. Вони вийшли на початку грудня на різні маршрути. 5 грудня прибули № 1309—1311, 7 грудня — № 4365—4366, 8 грудня — № 4367, 12 грудня — № 1312. 20 грудня подовжили маршрут № 1 до НСК «Олімпійський»,  маршрут № 11 до вулиці Маршальської, маршрут № 50к до Дарницького універмагу, маршрут № 50 до Либідської площі. Тоді № 1309-1310 вийшли на маршрут № 50, № 1311 на маршрут № 12, № 4365—4367 на маршрут № 50к. № 1312 почав працювати 28 грудня на маршруті № 45. 
16 жовтня 2018 року було оголошено тендер на 55 тролейбусів на 18 метрів. За підсумками аукціону 21 січня 2019 року виграла модель «Богдан Т90117». Підписання договору відбулося 12 лютого 2019 року. 
22 квітня 2019 року було оприлюднено інформацію про початок виробництва тролейбусів. Поставки розпочалися у червні 2019 року. 23 червня 2019 року до депо № 2 прибув тролейбус № 2339, 25 червня 2019 року туди ж надійшов № 2340, 26 червня 2019 року№  до депо № 3 надійшов № 3321. Всього було поставлено 13 тролейбусів. 
23 грудня 2019 року було підписано угоду, згідно якої тролейбуси мають бути поставлені до березня 2020 року. 27 грудня 2019 року було надіслано кошти за виробництво 8 тролейбусів. 
26 червня 2020 року було оголошено новий тендер на придбання 15 зчленованих тролейбусів. Перші дві спроби проведення цього тендера провалювалися, адже бракувало учасників. З третьої спроби, оголошеної 9 жовтня, вдалося-таки придбати 15 тролейбусів Богдан Т90117. 26 листопада завод "Богдан" повідомив про складання партії тролейбусів для Києва та показав світлини майже готових тролейбусів, утім, є сумніви, що ці світлини зроблені саме в листопаді. Термін постачання 15 тролейбусів - 24 грудня 2020 року. 
Кременчук
Кременчук  з 2012 року, коли прибули 3 тролейбуси ЛАЗ-Е301А1, став єдиним українським містом — необласним центром, що має низькопідлогові зчленовані тролейбуси. 2016 року місто придбало один тролейбус «Богдан Т70117» (№ 210), а у листопаді 2016 року було оголошено про намір придбати тролейбуси за кошти ЄБРР. 
21 квітня 2017 року було оголошено тендер за кошти ЄБРР на придбання 35 одинарних та 5 зчленованих тролейбусів. На аукціоні 4 серпня 2017 року виграв «Богдан». 19 вересня 2017 року було укладено угоду, а 23 грудня 2017 року оплачено першу партію тролейбусів. Після її постачання Кременчук стане другим після Києва містом, що має Т901 взагалі. 26 березня 2018 року презентовано на заводі перший тролейбус «Богдан Т90117», який призначався для Кременчука.  
Впродовж 16-19 квітня 2018 року до Кременчука надійшли 5 тролейбусів моделі «Богдан Т90117» за кредитом ЄБРР. Новим тролейбусам присвоїли порядкові № 001—005. З 18 травня 2018 року тролейбуси працюють на маршрутах міста.
Харків
30 липня 2018 року було оголошено про намір Харкова оголосити тендер за кошти ЄІБ на придбання нових тролейбусів для КП «Тролейбусне депо № 3». З цих тролейбусів третина — зчленовані. Сам тендер було оголошено 14 червня 2019 року. Потім його декілька разів переносили. Лише 12 травня 2020 року вдалося підписати угоду на постачання у Харків 49 тролейбусів, з них 12 — Богдан Т90117.
21 жовтня 2020 року до Харкова розпочалися поставки за угодою від 12 травня. Однак спершу прибували лише одинарні Богдан Т70117. 2 грудня виробник повідомив про те, що тролейбуси моделі «Богдан Т90117» постачатимуться у 2021 році.